# Елі Маглуар Дюран
Елі Маглуар Дюран (фр. Elie Magloire Durand або англ. Elias Durand, 1794 — 14 серпня 1873) — франко-американський ботанік та фармацевт.

## Біографія
Елі Маглуар Дюран народився в департаменті Маєнн у 1794 році.
У 1816 році він емігрував до Америки і мешкав у Нью-Йорку. Дюран зібрав безліч ботанічних книг і журналів і зробив їх доступними для ботаніків. У 1837 році він здійснив наукову експедицію у Віргінію, а у 1862 році — у Пенсільванію. Дюран фінансував ботанічні дослідження деяких дослідників і купив їх колекції рослин. Він зібрав гербарій з більш ніж 10 000 видів та 100 000 екземплярів рослин.
Помер Елі Маглуар Дюран у місті Філадельфія 14 серпня 1873 році.

## Наукова діяльність
Дюран спеціалізувався на мохоподібних та на насіннєвих рослинах.

## Окремі публікації
- Élie Magloire Durand (1857) Obituary of François André Michaux in American Journal of Science 2nd series, 24 pp. 161–177[3].
- Élie Magloire Durand (1860) Biographical Memoir of the late François André Michaux in Transactions of the American Philosophical Society 11 p. 17[3].